# Consejo de la magistratura
El consejo de la magistratura o consejo de la judicatura es un órgano importante del Estado y el sistema de justicia de algunos países. Puede ser un organismo autónomo que si bien es un órgano estatal, no integra ninguno de los tres clásicos poderes del Estado; en otros, pertenece al Poder Judicial e incluso lo encabeza.
Su función principal es la de nombrar y ratificar a los jueces que imparten la justicia, y a los fiscales del ministerio público; asimismo le corresponde al Consejo de la Magistratura procesar disciplinariamente a los jueces y fiscales, y, finalmente, destituirlos. Dicha función suele corresponder, en aquellos Estados que carecen de un consejo de la magistratura, al poder legislativo -comúnmente el senado en los congresos bicamerales-; de ahí que una de las razones que se argumentan para la institución de un consejo de la magistratura es evitar que se politicen los mencionados nombramientos.

Este Organismo, independiente por mandato constitucional, tiene la muy alta y delicada misión de seleccionar, nombrar y periódicamente ratificar a jueces y fiscales sólidamente probos, independientes, provistos de irreductibles valores eticos y morales, idóneos para garantizar la plena vigencia de los derechos de la persona y el respeto a su dignidad, a través de una correcta administración de justicia.
Portal web del Consejo Nacional de la Magistratura del Perú

Por ello este Consejo, es un órgano extrapoder, con un status jurídico organizacional “exclusivo”, que lo coloca a un costado de cualquier concepción clásica de organización del estado, no perteneciendo y/o dependiendo de ninguno de los tres poderes del Estado Provincial. Pero si manteniendo con todos los vínculos de colaboración propios de su tarea, en el marco del acto complejo, como es la designación de un magistrado.
Portal web del Consejo de la Magistratura de la Provincia de Buenos Aires

Asimismo, este consejo puede tener funciones legislativas o reglamentadoras con respecto a la impartición de justicia. En varios países, el consejo de la magistratura posee además funciones administradoras y ejecutivas sobre el poder Judicial, lo que emparenta a los Consejos de este tipo, con el Consejo General del Poder Judicial español.
Como dato relevante, es menester acotar que en el Perú, la Constitución de 1979, revocada tras el golpe de Estado de Alberto Fujimori, establecía que el presidente del consejo de la magistratura era el fiscal de la nación. En su lugar, se estableció un nuevo organismo, la Junta Nacional de Justicia.